# Piotr Piasecki
Piotr Piasecki (né le 4 septembre 1952 à Szczecin) est un cavalier polonais de concours complet.

## Carrière
Enfant d'une famille ayant des chevaux, il commence sa carrière en 1967. Malgré de lourds préparatifs, il ne va pas aux Jeux Olympiques de 1972 à Munich, de 1980 Moscou et de 1988 à Séoul.
Piotr Piasecki participe deux fois aux Jeux Olympiques.
Aux Jeux olympiques d'été de 1992 à Barcelone, il est 35e de l'épreuve individuelle et neuvième de l'épreuve par équipes.
Aux Jeux olympiques d'été de 1996 à Atlanta, il est éliminé de l'épreuve individuelle.
Il est présent auparavant aux Jeux équestres mondiaux de 1990, où il termine treizième.
Il est sextuple champion de Pologne du concours complet (1976, 1979, 1986-1988, 1994) et trois fois deuxième du pays (1980, 1981, 1993).